# Пипинг, Фредерик Вильгельм
Фредерик Вильгельм Пипинг (1783—1868) — финский библиограф, профессор, библиотекарь и ректор Императорского Александровского университета, сенатор. 

## Биография
Отцом Пипинга был мореплаватель Джоаким Пиппинг (1720-1793). Ф. В. Пипинг поступил в Королевскую академию Або в 1799 году и закончил университетский курс со степенью магистра (1805). Получил должность доцента греческой литературы (1806). Продолжил исследования в классических и восточных языков в Уппсальском университете (1806—1807). Осенью 1807 года начал свою преподавательскую деятельность в Академии Або с чтения лекций по греческой грамматике. Занимался историей литературы. Начал проводить публичные лекции и. д. профессора истории науки (1812). Был назначен заместителем библиотекаря университета (1813). Получил должность профессора по кафедре истории науки (1814), совмещая с ней работу в библиотеке. Во время пожара в Або (1827) университетская библиотека была почти полностью уничтожена огнем. Пипинг неустанно работал над её восстановлением после переезда Императорской Академии из Або в Гельсингфорс и преобразования Академии в Императорский Александровский университет. Создал уникальную коллекцию финских печатных изданий «Fennica». Пипинг является автором истории финского искусства печати. Ректор Императорского Александровского университета (1833—1839). Был посвящён в дворянство (1839). Прекратив преподавание (1837), остался работать библиографом в университетской библиотеке, разрабатывая каталожную систему. Был членом финансового департамента Сената (1841-1855) и руководителем Департамента по делам церкви (1841-1853). Занимал последнее место до 1853 года и оставался членом сената до выхода в отставку (1855). В результате почти 20-и летней работы, он завершил каталогизацию сочинений на финском языке (1857).